# Front de la jeunesse (Italie)
Pour les articles homonymes, voir Front de la jeunesse.
Le Front de la Jeunesse (en italien Fronte della Gioventù, FdG) est une organisation néofasciste italienne, la branche jeune du parti politique Mouvement social italien – Droite nationale.
Elle naît en septembre 1971 de la fusion de l'association étudiante Giovane Italia avec le Groupement de jeunes étudiants et travailleurs du MSI (it).
Bien qu'officiellement corrélé avec le MSI, le Front de la Jeunesse constitue un laboratoire politique autonome avec un débat interne souvent houleux ; en témoignent les nombreuses fois où la ligne politique du mouvement social italien est critiquée. De plus, ses membres ne sont pas automatiquement membres du parti.
L'idéologie du FdG est officiellement le « post-fascisme », ou de droite radicale, mais le mouvement s'autodéfinit « national-révolutionnaire ». Il est généralement considéré comme néo-fasciste.
À la suite de la naissance de l'Alliance nationale lors du congrès de Fiuggi en 1995, l'organisation est transformée en Azione Giovani (Action Jeunes).

## Histoire

### Fusion de Giovane Italia et du Raggrupamento Giovanile
Pour tenter de sortir de cette impasse et de créer une organisation de jeunesse de droite plus forte et plus articulée, Massimo Anderson et Pietro Cerullo ont réuni au début des années 1970 les principaux mouvements de jeunesse de la droite de l'époque, à savoir Giovane Italia et le Groupement de jeunes étudiants et des travailleurs du MSI, dans un nouveau sujet politique appelé "Front de la jeunesse", avec le secrétaire Anderson et le président Cerullo. Le comité national du FdG a pris ses fonctions le 6 septembre 1971. En octobre 1971, le premier cours national de recyclage pour les dirigeants du FdG a eu lieu à Montesilvano.
L’union a eu lieu en même temps que la naissance du MSI-DN (Mouvement social italien - Droite nationale), le parti qui a vu l’union entre le Mouvement social italien, toujours lié à l’expérience de la République sociale italienne, et pourtant proche du Parti démocratique italien du Unité monarchique, parti conservateur royaliste.
Une minorité des écrits du PDIUM ont refusé de se reconnaître sur une plate-forme commune avec les héritiers du fascisme et se sont séparés en fondant l'Alleanza Monarchica. La majorité du PDIUM a fusionné dans le nouveau MSI-DN.
Au niveau des jeunes, compte tenu de l'empreinte idéologique et de la composition de l'organisation, le Front de la jeunesse peut être considéré comme l'organisation de jeunesse néo-fasciste la plus cohérente d'Italie de la Première République.
En 1972, les jeunes monarchistes et des associations mineures telles que le Comitato Tricolore ont adhéré au Front de la jeunesse. En 1975, ce dernier, étant donné la divergence non résolue avec la direction politique de Missina, se reconstitua en une formation autonome.

### Violence politique
Comme beaucoup d'autres organisations de l'époque n'ayant pas de ligne politique basée uniquement sur la sphère institutionnelle, le Front de la jeunesse s'est mesuré à la violence politique qui a marqué les années de plomb.
La dimension violente de la confrontation politique entre les militants du FdG et les forces politiques adverses, en particulier celles de la gauche extra-parlementaire, a causé la mort de nombreux militants d'extrême droite et d'extrême gauche, y compris les jeunes du Front de la jeunesse Sergio Ramelli, Francesco Cecchin et Paolo Di Nella.

### Années 1980
Malgré de nombreuses difficultés, le Front de la jeunesse a continué d'attirer un nombre important de jeunes, attirant ainsi l'attention de nombreux observateurs politiques.
En 1977, l'autonomie du FdG par rapport au MSI était sérieusement compromise : à la suite d'une scission au sein du parti et à son abandon par Massimo Anderson le 3 juin 1977, l'Assemblée nationale du FdG se réunit le 5 juin et le nouveau secrétariat est composé de: Marco Tarchi (député), Biagio Cacciola, Stefania Paternò, Claudio Caparvi, Gianfranco Fini, Fabio Fatuzzo et Guido Virzì. Giorgio Almirante a nommé Gianfranco Fini le 8 juin à la présidence de l'organisation. Le 15 octobre 1977, le premier numéro de "Dissenso" est paru, le magazine officiel du Front.
La même année, le phénomène est né, inspiré par l'environnement de la jeunesse rautienne, des 
Campi Hobbit et de la nouvelle droite. C’est la saison au cours de laquelle le phénomène des radios libres a également explosé à droite et dans laquelle, dans l’environnement des journaux fédéraux, sont nés des "fuites" du droit institutionnel, telles que Dissenso et le journal satirique La voce della fogna. Dans le même environnement sur la droite, les cassettes de groupes de musique alternative ont commencé à se répandre, telles que La Compagnia dell'anello, ZPM, Amici del Vento et divers auteurs-compositeurs de la région, dont Leo Valeriano, Fabrizio Marzi, Michele di Fiò, Massimo Morsello. et d'autres. Des groupes environnementalistes sont nés, des groupes de recherche écologique et, quelques années plus tard, Fare Verde, dirigé par Paolo Colli ; à partir du milieu des années 1980, les étudiants du FdG ont organisé dans l'organisation pour le contre-pouvoir étudiant, qui a donné vie à des processions et à des occupations de lycées.
Dans le mouvement, les affrontements entre les partisans de Gianfranco Fini et ceux de Pino Rauti (reconnus dans Gianni Alemanno, Marco Valle, Antonello Ferdinandi, Flavia Perina, Riccardo Andriani, Paola Frassinetti et Fabio Granata) se sont poursuivis avec une vive intensité. Fini est resté en fonction jusqu'en 1988, date à laquelle il s'est tourné vers le parti exclusivement, laissant sa place à Alemanno.
Le secrétariat de Gianni Alemanno, qui faisait partie de la composante rautienne (une minorité dans le MSI-DN, mais une majorité dans ces années dans le Front), se caractérisait par la gestion du Fini pour une ligne mouvementiste plus marquée et pour la reprise des thèmes anti-américains et anti-occidentaux: par exemple la manifestation de protestation organisée en 1989 lors de la visite de George H. W. Bush au cimetière américain de Nettuno, qui a abouti à l'arrestation de 11 militants du Front, dont le secrétaire Gianni Alemanno et le dirigeant national Fabio Rampelli.

### Les années 1990 et la fin du Front
Au cours de ces années, la figure du président du Front de la jeunesse a été créée et Maurizio Gasparri a été nommé, avec à sa tête la composante Finienne, créant ainsi une diarchie interne ayant pour but d'éviter les tensions et de permettre un contrôle partiel de l'organisation de jeunesse par une majorité interne du MSI-DN.
En septembre 1990, au cours de la fête du Front national de la jeunesse à Syracuse, le magistrat Paolo Borsellino est intervenu aux côtés du parlementaire régional du MSI, Giuseppe Tricoli, Gianni Alemanno, Maurizio Gasparri et du secrétaire adjoint du FdG Fabio Granata.
L'année suivante, notamment à Rome, la plupart des cadres et des militants, dont Ugo Cassone, Stefano Filetti et Stefano Schiavi, tous originaires de la région de Rautian, ont émergé, créant le groupe extra-parlementaire Meridiano Zero.
Puis le romain Riccardo Andriani, le calabrais Giuseppe Scopelliti et le sicilien Basilio Catanoso, qui l’a transportée dans Giovane Azione.
En fait, après le revirement de Fiuggi en janvier 1995 avec la naissance de l’Alliance nationale, un congrès national de la jeunesse a été organisé à Rieti en juillet 1996, auquel ont participé des représentants d’organisations de jeunesse historiques du Mouvement social italien (Front de la jeunesse et Front universitaire) et l’association étudiante Face, qui s’est séparée de la nouvelle organisation de jeunesse: Giovane Azione.

## Secrétaires nationaux
- Massimo Anderson (1971-1977)
- Franco Petronio (Régence) (1977)
- Gianfranco Fini (1977-1988)
- Gianni Alemanno (1988-1991)
- Riccardo Andriani (1991-1993)
- Giuseppe Scopelliti (1993-1995)
- Comité de régence (1995-1996)
- Basilio Catanoso (1996)